# Oltre Capella
Oltre Capella è un romanzo fantascientifico di John Rackham del 1971.
Il romanzo esce in Italia il 5 settembre 1971 nella collana fantascientifica Urania (n. 574).

## Trama
Edward Kane è nell'esercito da più di 10 anni, eppure è ancora tenente. Il motivo è semplice: non è mai sceso a compromessi con i suoi superiori, né ha mai fatto nulla per nascondere il suo forte antimilitarismo.
Da anni ormai gli uomini stanno combattendo contro un nemico ignoto, chiamato "Le serpi", una razza aliena di cui non si sa nulla, che uccide e scompare e che sembra impossibile da vincere. Queste serpi si trovano oltre la zona di Capella, e Kane non nasconde il suo disprezzo per le autorità militari che insistono a voler andare oltre Capella: perché non rimanersene nel proprio quadrante dell'universo, in pace?
Con queste premesse, a Kane risulta subito sospetto il fatto che nell'arco di una giornata egli venga promosso a capitano di una nave di nuova generazione, con il compito di provarla, di testarne le apparecchiature e di portarla proprio a Capella. E perché gli scienziati a bordo si comportano in modo strano?
A queste e ad altre domande Kane dovrà trovare risposta, oltre ad affrontare un'avventura ai limiti della realtà.

## Edizioni
- John Rackham, Beyond Capella, 1971.
- John Rackham, Oltre Capella, traduzione di M. Benedetta De Castiglione, collana Urania n° 574, Arnoldo Mondadori Editore, 1971,  p. 160.